# 주앙 페드루 호드리게스
주앙 페드루 호드리게스(포르투갈어: João Pedro Colaço do Rosário Godinho Rodrigues 주앙 페드루 콜라수 두 호자리우 고디뉴 호드리게스[*], 1966년 8월 24일–)는 포르투갈의 영화 감독, 각본가이다.

## 작품 활동
- 1988년 《O Pastor》
- 1997년 《해피 버스데이》
- 1997년 《Esta é a Minha Casa》
- 1999년 《엑스포로의 여행》
- 2000년 《유령》
- 2005년 《두 유랑자》
- 2007년 《차이나 차이나》
- 2009년 《남자로 죽다》
- 2011년 《붉은 새벽》
- 2012년 《내가 마지막 본 마카오》
- 2012년 《모닝 오브 세인트 앤서니스 데이》
- 2012년 《왕의 육체》
- 2013년 《마작》
- 2013년 영화 《베니스 70 : 미래 재장전》의 〈Allegoria della Prudenza〉
- 2014년 《IEC 롱》
- 2016년 《조류학자의 은밀한 모험》